# Goiești (gmina)
Goiești – gmina w Rumunii, w okręgu Dolj. Obejmuje miejscowości Adâncata, Fântâni, Goiești, Gruița, Mălăești, Mogoșești, Muereni, Piorești, Pometești, Popeasa, Țandăra, Vladimir i Zlătari. W 2011 roku liczyła 3113 mieszkańców.